# Chotčianka
Chotčianka – niewielka, górska rzeka płynąca przez tereny Laboreckiej vrchoviny w północno-wschodniej Słowacji, lewobrzeżny dopływ Ondawy. Długość ok. 27 km.
Źródła na wysokości 535–560 m n.p.m., na południowych skłonach przełączki zwanej Sedlo pod Beskydom (585 m n.p.m.) oraz przyległego odcinka głównego grzbietu Karpat aż po tzw. Klin (słow. Kút), dokładnie naprzeciw źródlisk polskiego dopływu potoku Bełcza. Chotčianka spływa początkowo w kierunku południowo-wschodnim, po czym poniżej osady Driečna na wys. ok. 345 m n.p.m. skręca na południowy zachód. W rejonie wsi Makovce, na wys. 250 m n.p.m. skręca na zachód, a następnie poniżej wsi Bukovce, na wys. ok. 225 m n.p.m. – ponownie na południowy zachód. Przepływa teraz przez wieś Chotča, od której wzięła nazwę, po czym na wysokości ok. 190 m n.p.m., w Stropkovie, uchodzi do Ondawy.
Główne dopływy prawobrzeżne: Javorový potok w Vyšnej Vladičy, Mlynský potok w Staškovcach, Kožuchovský potok i Olšavka w Bukovcach oraz Vislavka w Chotčy. Główny dopływ lewobrzeżny: Poliansky potok w Makovcach.
Tok prawie w całości nieuregulowany. Reżym przepływów pluwialno-niwalny.